# Chad La Tourette
Chad La Tourette (Livermore (Californië), 7 oktober 1988) is een Amerikaanse voormalige zwemmer.

## Carrière
Bij zijn internationale debuut, op de Pan Pacific kampioenschappen zwemmen 2010 in Irvine, veroverde La Tourette de zilveren medaille op zowel de 800 als de 1500 meter vrije slag, op beide afstanden moest hij zijn meerdere erkennen in de Canadees Ryan Cochrane. Op de 400 meter vrije slag werd hij uitgeschakeld in de series.
Op de wereldkampioenschappen zwemmen 2011 in Shanghai eindigde de Amerikaan als vijfde op de 1500 meter vrije slag en als zesde op de 800 meter vrije slag.

## Internationale toernooien
| Jaar | Olympische Spelen | WK langebaan                           | WK kortebaan  | PanPacs                                                  |
| ---- | ----------------- | -------------------------------------- | ------------- | -------------------------------------------------------- |
| 2010 |                   |                                        | geen deelname | 19e 400m vrije slag · 800m vrije slag · 1500m vrije slag |
| 2011 |                   | 6e 800m vrije slag 5e 1500m vrije slag |               |                                                          |

## Persoonlijke records

### Kortebaan
| Astand          | Tijd    | Datum            | Plaats     |
| --------------- | ------- | ---------------- | ---------- |
| 400m vrije slag | 3.40,66 | 18 december 2009 | Manchester |
| 800m vrije slag | 7.33,94 | 19 december 2009 | Manchester |

### Langebaan
| Afstand          | Tijd     | Datum        | Plaats   |
| ---------------- | -------- | ------------ | -------- |
| 400m vrije slag  | 3.46,93  | 5 juli 2009  | Belgrado |
| 800m vrije slag  | 7.46,52  | 27 juli 2011 | Shanghai |
| 1500m vrije slag | 14.52,36 | 31 juli 2011 | Shanghai |